# Enya Takasada

Enya Takasada (塩冶高貞, ano de nascimento desconhecido -- 1941), também conhecido como Enya Hangan foi Shugo das Províncias de Izumo e Oki no final do Período Kamakura até o Período Nanboku-chō da História do Japão (1326 - 1341).

## Vida
Foi filho de Enya Sadakiyo líder do Clã Enya. De quem herdou a liderança do clã e o cargo de Shugo de  Izumo.
Participou da Batalha de Naka Sendai (1335) a  fim de apoiar Ashikaga Takauji enfrentando o exército de Nitta Yoshisada em Kanto, engrossando as forças de Sasaki Takauji . Atuou também na Batalha de Hakone Takeno (1336). Por sua bravura, após a guerra manteve seu cargo de Shugo em Izumo e conquistou o cargo em  Oki (1336 - 1341).
Numa ocasião Ko no Moronao adjunto do Shogun Takauji levantou uma falsa suspeita de rebelião contra Takasada. Alertados o Clã fugiu para a região controlada pelo Clã Kyōgoku em Izumo (1341), mais depois da formação de uma expedição punitiva, Takasada comete seppuku para manter a honra do clã  . Enya Tokitsuna, seu irmão mais novo sobreviveu e ficou sob a proteção dos Clãs Kyōgoku e Yamana em Izumo. Anos mais tarde Kyōgoku Masatsune foi nomeado Shugo de Izumo por Takauji e substituído por Enya Kamonkai.
| Precedido por Enya Sadakiyo   | 7º Shugo de Izumo (1326 - 1341) | Sucedido por Yamana Tokiuji |
| Precedido por Sasaki Kiyotaka | 8º Shugo de Oki (1336 - 1341)   | Sucedido por Yamana Tokiuji |
| Precedido por Enya Sadakiyo   | -- 3º Líder do Clã Enya         | Sucedido por Enya Tokitsuna |